# Scarus perrico
Scarus perrico är en fiskart som beskrevs av Jordan och Gilbert 1882. Scarus perrico ingår i släktet Scarus och familjen Scaridae. IUCN kategoriserar arten globalt som livskraftig. Inga underarter finns listade i Catalogue of Life.